# Pertusaria paragibberosa
Pertusaria paragibberosa är en lavart som beskrevs av A. W. Archer. Pertusaria paragibberosa ingår i släktet Pertusaria och familjen Pertusariaceae.   Inga underarter finns listade i Catalogue of Life.